# Proto-Bulgares
Le terme Proto-Bulgares est utilisé par les historiens pour désigner les anciens Bulgares, turcophones de la steppe pontique parlant une langue oghoure et de tradition tengriste, afin de les distinguer des Bulgares actuels, peuple slave méridional des Balkans, de tradition chrétienne orthodoxe. Le nom s’est transmis des premiers aux seconds lorsque les anciens Bulgares s’établirent dans la région du bas-Danube, aux frontières de l’Empire romain d'orient, au VIIe siècle de notre ère. Dans cette région, les Proto-Bulgares fondèrent un empire et s’assimilèrent aux Slaves, dominants sur le plan démographique. 
Ils étaient déjà entrés dans l’Histoire dès l’Antiquité tardive, avec d’autres peuples migrateurs, en s’établissant entre le Dniepr et le Don, sur le territoire de l’actuelle Ukraine, alors sous domination des Khazars. Affranchis de ceux-ci, ils créent dans les années 630 l'Ancienne Grande Bulgarie sous le khan (khagan) Koubrat, avant de se séparer dans les années 660 et 670 en deux groupes, les Proto-Bulgares orientaux et les Proto-Bulgares occidentaux. 
Les Proto-Bulgares occidentaux sont à l’origine du khanat bulgare du Danube. Ils ont laissé leur nom au peuple actuel des Bulgares, qui tire son origine du mélange de populations proto-bulgares, slaves, thraces et grecques. Les Proto-Bulgares orientaux fondèrent au Moyen Âge le khanat bulgare de la Volga, sur le territoire de l’actuelle Russie, qui adopte l’islam et s’assimile finalement aux Tatars.

## Les Proto-Bulgares

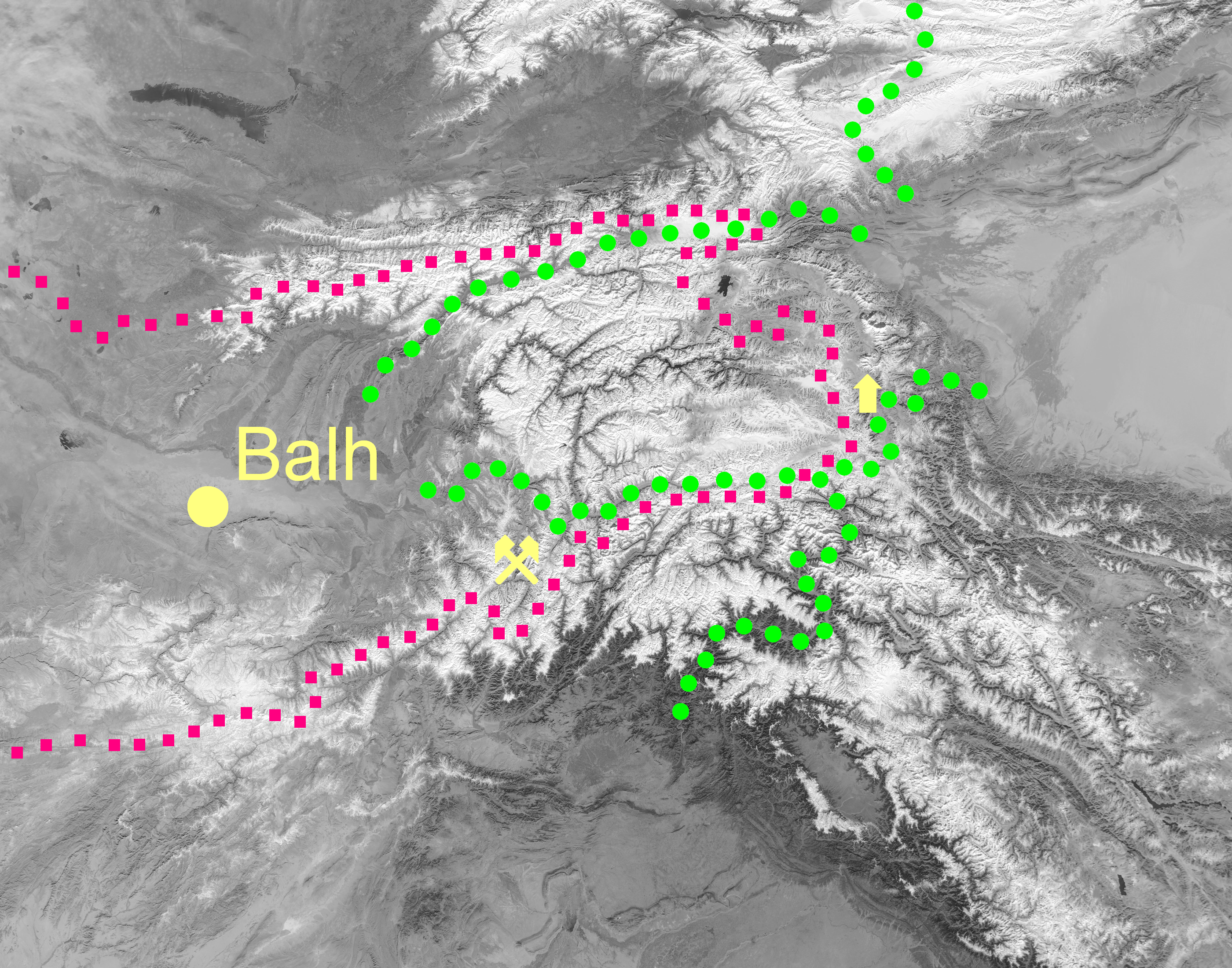
La patrie mythique des Proto-Bulgares dans les montagnes d’Imeon (Pamir et Hindou Kouch), selon la carte apocryphe de l’Asie centrale dite d‘Asparoukh, construite par l’académicien S.T. Eremian : dans cette approche homophonique le nom des Proto-Bulgares est relié à la Bactriane et à la ville afghane de Balkh.

L’histoire des Proto-Bulgares commence, si l’on s’en tient aux sources écrites, dans les steppes du nord du Caucase et de la mer d'Azov, mais en raison de la forte influence protochroniste dans l’historiographie des pays des Balkans, plusieurs théories difficiles à concilier ont été proposées sur leurs origines, visant à minimiser les influences turques oghoures au profit des influences iraniennes, donc indo-européennes. Les historiens s’accordent au moins sur le fait que les confédérations des peuples cavaliers migrant à travers la steppe pontique étaient tous, depuis les Huns du IVe siècle et les Avars du VIe siècle, jusqu’aux Alains, Iasses et Tatars du XIIIe siècle, des peuples mixtes qui ont assimilé plusieurs influences. Ainsi, dans l’actuelle Bulgarie, on trouve des traces archéologiques et linguistiques des Alains (qui sont bien des Iraniens) et des Tatars (turcophones). La principale controverse concernant les origines des Proto-Bulgares vient de ce que les différents auteurs ont des thèses opposées au sujet de l’importance respective des ascendances turques ou iraniennes.
Quoi qu’il en soit, après la mort en 453 d’Attila, les Huns refluent à l’Est dans l’actuelle Ukraine où s’affirment par la suite quatre groupes principaux de peuples fédérés, adeptes du Tengrisme : les Avars, Proto-Bulgares, les Khazars et les Magyars. Avars, Proto-Bulgares et Magyars s’installeront ultérieurement dans le bassin du Danube. Se basant sur l’interprétation des anthroponymes et la linguistique, les protochronistes assignent à ces groupes successifs, des identités principalement iraniennes aux Proto-Bulgares, turques aux Avars et aux Khazars, et finno-ougriennes aux Magyars.
On mentionne les Proto-Bulgares pour la première fois en 480 dans la zone comprise entre la mer Caspienne et le Danube en tant qu'alliés de l'empereur byzantin Zénon contre les Goths, et comme auxiliaires des Avars qui avançaient vers la mer Noire en soumettant les peuples vivant au nord de cette mer. Les Proto-Bulgares sont alors conduits par des chefs (« khagans ») dont le plus connu est Gostun, qui occupait le pouvoir pendant un laps de temps assez long sans que l'on sache exactement de quand à quand. C'est son neveu Koubrat, cité plus haut, qui fonda en 630 la Palaia megalê Boulgaria (παλαιά μεγάλη Βουλγαρία des chroniques byzantines), également appelée Onogourie ou encore « Premier Empire bulgare » dans une chronologie révisée, selon laquelle la « Bulgarie danubienne » fondée en 670 devient le « Deuxième Empire bulgare » (et non le « Premier »), et sa restauration en 1186 le « Troisième Empire bulgare » (et non le « Second »).
Quoi qu'il en soit de la numérotation des États bulgares successifs (celui libéré des Ottomans en 1878 devenant ainsi le « quatrième »), Koubrat, entre 630 et 635, lutta contre les Avars pour se débarrasser de leur tutelle et, en 635, finit par fédérer les Avars et les Proto-Bulgares ; après les luttes, cette union fut peut-être facilitée par le fait que Koubrat était proto-bulgare par sa mère et avar par son père. Dès lors, Koubrat prit le titre de khan (khagan), créant ainsi un puissant khaganat s'étendant au nord de la mer Noire dans la steppe pontique, sur ce qui est aujourd'hui l'Ukraine. En outre, Koubrat avait été retenu comme otage (le terme désigne une pratique ancienne d'échange de dignitaires pour assurer les conditions d'un contrat de paix) à la cour de Constantinople, et ainsi il avait pu assimiler une bonne part de la culture byzantine ; il fut d'ailleurs baptisé en 619 et il est mort autour 665.
Après la désintégration de l'Ancienne Grande Bulgarie, les proto-bulgares se sont dispersés dans deux directions et ont établi deux États:
- les Proto-Bulgares orientaux s'établissent sur la haute Volga (plaine de l'Oka) où ils fondent un état qui a duré cinq siècles et a fini par adopter l'islam : la Bulgarie de la Volga, finalement absorbée par le Khanat tatar de Kazan ;
- une partie des proto-bulgares occidentaux a émigré vers l'Italie où ils se sont fondus parmi les Lombards ;
- et enfin, la majeure partie des proto-bulgares occidentaux s'établit dans le bassin du bas-Danube où ils fondèrent le Khanat bulgare du Danube, s'étendant sur les territoires qui sont maintenant, pour l'essentiel, ceux de la Hongrie, de la Serbie, de la Macédoine du Nord, de la Bulgarie actuelle, de la Roumanie, de la Moldavie et du sud-ouest de l'Ukraine.

L'Europe, l'Afrique du Nord et l'Asie occidentale aux s : en hachuré rose au nord de la mer Noire : les Proto-Bulgares de l'ancienne Grande Bulgarie et leurs migrations vers les Bulgaries de la Volga et du Danube (flèches violettes).

## Les Proto-Bulgares de la Volga
Paradoxalement, l'histoire des Proto-Bulgares orientaux, établis sur la haute Volga, est peu connue, bien qu'ils aient probablement continué durant plusieurs siècles à constituer un peuplement localement dominant. Réunis sous l'autorité d'un khan (khagan), ils constituent le Khanat bulgare de la Volga, centré sur l'actuelle république autonome du Tatarstan mais contrôlant un vaste territoire dans le bassin de la moyenne-Volga jusqu'à l'Oural méridional. Ils se dotent d'une capitale, nommée Bolgar ou Bulgar et restent indépendants jusqu'en 1236-1238, date à laquelle leur capitale est détruite par la Horde d'or. Pendant cette période, les Proto-Bulgares se mêlent à des Slaves orientaux et à des finno-ougriens comme les Magyars. Ils ont des contacts avec quelques tribus turques et avec le califat omeyyade. Certains d'entre eux pouvaient alors être tengristes, chrétiens, musulmans ou païens.
Néanmoins, en 922, leur khan Almuch se convertit à l'islam et prend le nom de Jaffar. À cette occasion, une ambassade arabe arrive : l'un de ses membres, Ahmad Ibn Fadlân, a laissé dans son récit Voyage chez les Bulgares de la Volga un des rares témoignages écrits sur les Proto-Bulgares de la Volga. Lors du voyage de l'ambassade arabe, un certain nombre de peuples turcs sont rencontrés et décrits sans pour autant que les Proto-Bulgares soient comptés parmi eux.
Contrôlant cet axe de commerce nord-sud et entre l'orient et l'occident, les Proto-Bulgares paraissent alors être devenus de riches commerçants. En 969 ils se heurtent aux Russes : le prince Svyatoslav, met à sac leur capitale. Enfin, au XIIIe siècle, ils sont progressivement intégrés au Khanat de la Horde d'or et ensuite à celui des Tatars de Kazan.

## Les Proto-Bulgares d'Italie
Dans les années 660, des Proto-Bulgares franchissent les Alpes et pénètrent en Italie, alors partagée entre l'Italie romaine et la domination lombarde. Un groupe dirigé par Altsikurs (en) s'installe dans le duché de Bénévent, principalement dans l'actuelle province de Campobasso (Molise). D'après Paul Diacre, Altsikurs reçut du duc Romuald Ier « les villes de Bovianum, Sepianum, Isernia et d'autres villes avec leurs territoires », et le titre de gastald. Toujours selon Paul Diacre, si les Proto-Bulgares avaient progressivement appris à parler le roman italien, ils conservaient toujours à la fin du VIIIe siècle l'usage de leur langue d'origine.
Dans les années 1980, une nécropole proto-bulgare est découverte à Campochiaro,,.

## Les Proto-Bulgares du Danube

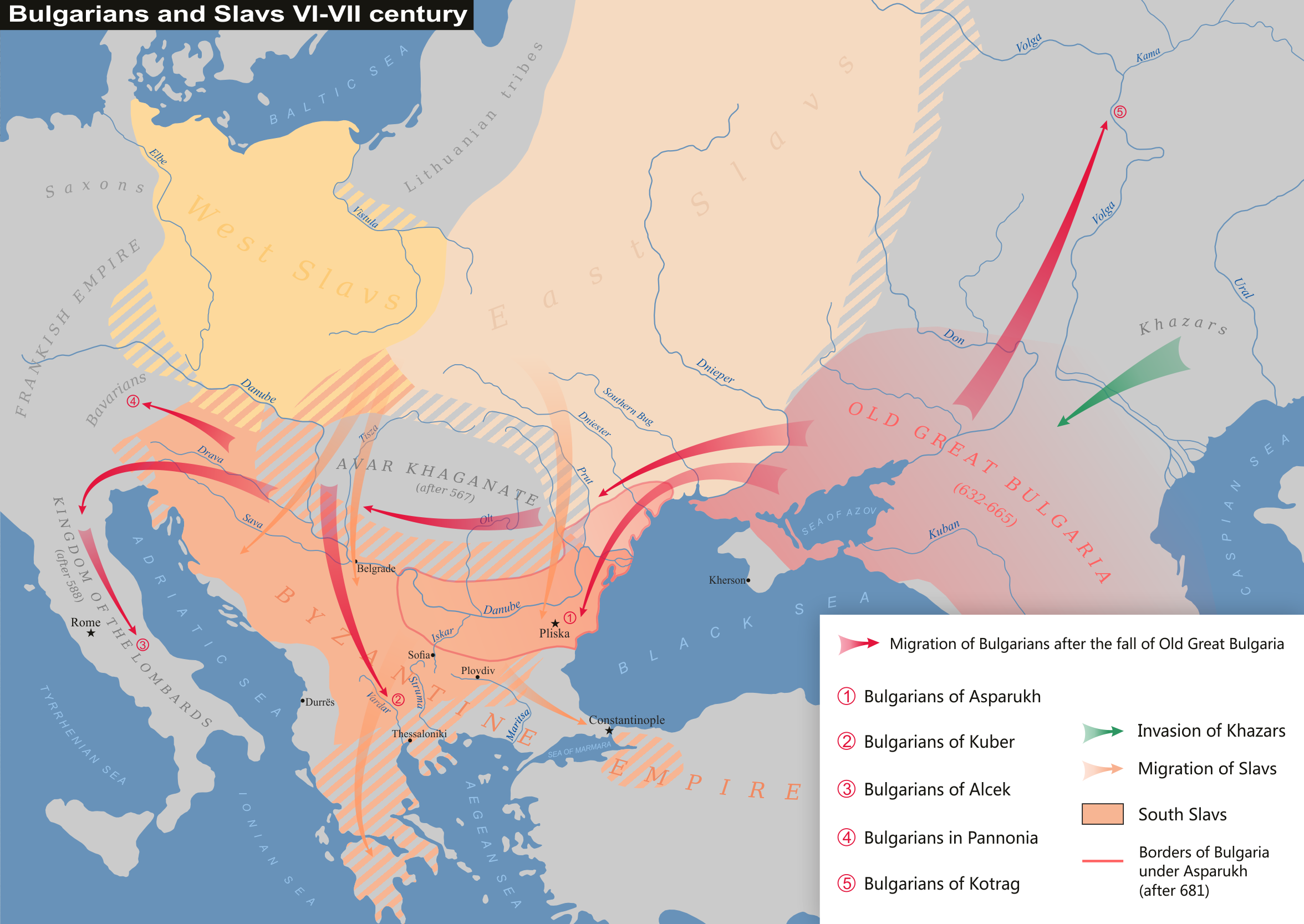
Migration des Proto-Bulgares vers le Danube.

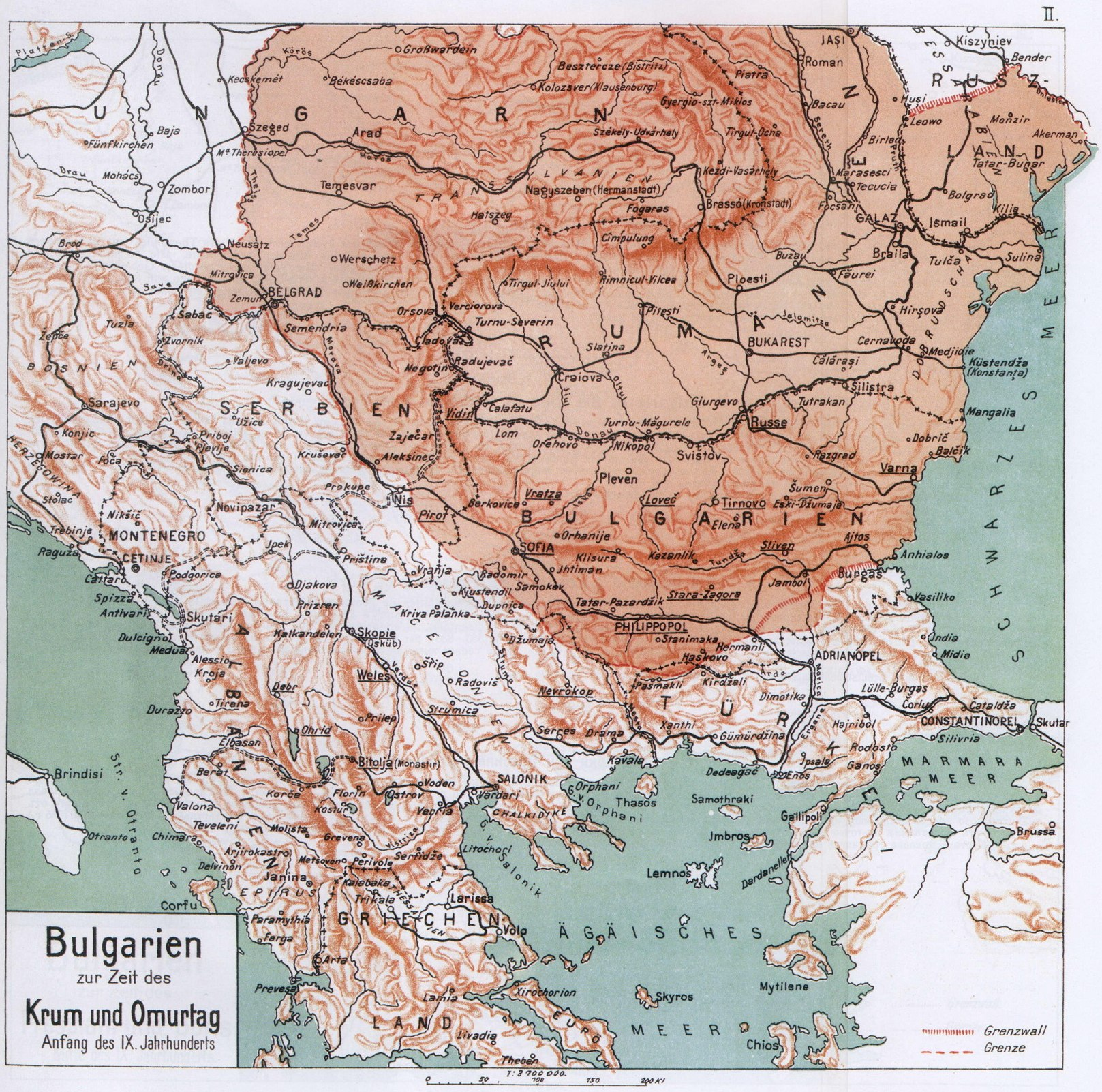
Le royaume des Bulgares du Danube sous le khan Kroum.

Les Proto-Bulgares occidentaux, eux, s'établissant en majorité dans le bassin du bas-Danube, là où des Proto-Slaves s'étaient installés à la faveur des invasions des Avars au VIe siècle. Après avoir vaincu les Romains d'orient (byzantins) à la bataille d'Ongal, ils prennent au VIIe siècle le contrôle de la Mésie au nord des monts Haemus, sous le règne du khan Asparoukh ou Asparouch (Ispor rex). Sous le règne de l'Empereur byzantin Constantin IV, Asparoukh fait reconnaître son autorité aux populations Thraces et surtout Slaves de Empire romain d’Orient, aux prises, sur ses marges orientales, avec la Perse sassanide. Asparoukh se trouve donc à la tête d'un puissant état, dont la population lui est fidèle, et adopte pour son État la langue slavonne, bientôt écrite en caractères glagolitiques puis cyrilliques, dérivés de l'alphabet grec. Dès lors, le terme « proto-Bulgares » ne s'applique plus qu'à l'aristocratie des boïlas, restée tengriste, tandis que le terme « Bulgares » désigne les Slaves méridionaux, déjà en cours de christianisation. L'aristocratie proto-bulgare règne en s'appuyant sur ses chefs (khans), et met en place les structures d'un pouvoir central dont on ignore à peu près tout ; on sait seulement que des populations slaves, romanes et grecques y vivaient : les premières, surtout agricoles, dominant dans les plaines (Σκλαβινίαι, Склавинии, « sklavinies »), les deuxièmes, surtout pastorales sur les piémonts (Βλαχίες, Влахии, comme dans la « plaine danubienne ») et les troisièmes, surtout urbaines, marchandes et maritimes dans les grandes villes et sur les côtes (κεφαλίες, кефалии, « céphalies »),,. Cependant, elle finit par fusionner avec les slaves et par adopter à son tour le christianisme au IXe siècle, à l'époque de Boris Ier (852–889), qui est proclamé Knèze (« souverain » en slave).
À son apogée, l'État des Bulgares du Danube était le principal rival de la puissance byzantine en Europe.
Aujourd'hui, si la Bulgarie et les Bulgares actuels doivent leur nom à un peuple d'Asie centrale, la langue bulgare actuelle est une langue slave, et seul un nombre relativement faible de mots provient de la langue des premiers proto-bulgares. D'autres termes proviennent des lexiques thrace, roman, grec ou turc, témoignant d'influences multiples et d'une histoire liée à celle des autres peuples balkaniques et des empires voisins, byzantin, puis ottoman.